# 朱氏喉盤魚
朱氏喉盤魚（學名：Gobiesox juniperoserrai），為輻鰭魚綱喉盤魚目喉盤魚科的其中一種，被IUCN列為極危保育類動物，分布於中美洲墨西哥南下加利福尼亞州塞拉拉吉甘塔西南方的波薩斯德爾瓦多溪流域，本魚體延長，前部平扁，後部側扁，體不被鱗，覆有粘液層，頭部側線發達，身體上側線不明顯，腹鰭喉位，與周圍的皮褶特化成一吸盤，背鰭軟條13-14枚、臀鰭軟條7-8枚，體長可達10.5公分，屬底棲性魚類，生活習性不明。